# لوئی کوچک
لوئی کوچک (نام علمی: Typha minima) نام یک گونه از سرده لوئی است.